# Chorea
Chorea is een neurologisch symptoom. Het bestaat uit plotse, snelle en ongerichte bewegingen. De bewegingen komen vooral voor in het gelaat of distaal in de ledematen.  Het beeld wordt matiger als de patiënt met chorea rustig neerligt. Het beeld wordt levendiger bij zenuwachtigheid.
In lichte gevallen is het symptoom enkel zichtbaar als de ledematen worden uitgestrekt.
Klachten van de patiënt bestaan uit onhandigheid: morsen, voorwerpen laten vallen, verslechterd handschrift.
Ziektebeelden met chorea zijn onder meer:
- Chorea van Sydenham of sint-vitusdans (chorea minor)
- Chorea van Huntington (inmiddels vervangen door de ziekte van Huntington omdat de ziekte veel meer omvat dan alleen de chorea)
- Chorea senilis
- Chorea gravidarum